# Calsphere 4A
Calsphere 4A (ang. Calibration Sphere 4A) – amerykański wojskowy sztuczny satelita; używany jako cel do kalibracji radarów. Wraz z nim wyniesiono, m.in. satelity Dodecapole 2 i Transit O-5.

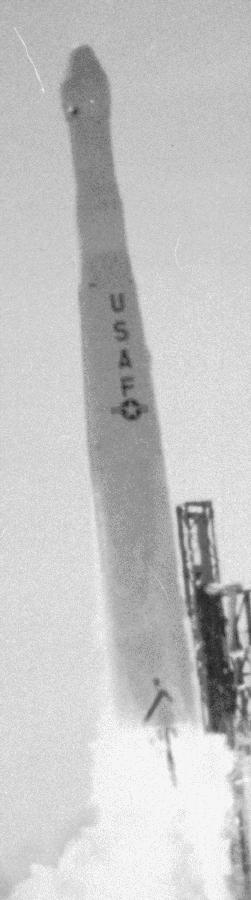
Start rakiety Thor Able Star z satelitą Calsphere 4A, 13 sierpnia 1965

Statek pozostaje na orbicie okołoziemskiej, której trwałość szacuje się na 1000 lat.